# Troia (Itàlia)
Troia (de vegades escrit Troja) és un municipi italià de la província de Foggia a la regió de la Pulla. Està situat sobre el vessant dels Monts Daunis, a redós de l'altiplà del Tavoliere delle Puglie. A l'edat antiga també era coneguda pel nom de Aika, que va ser llatinitzat en la forma Aecae.

## Localització
Troia es troba al vessant dels Monts Daunis, a 439 msnm. El seu territori municipal limita amb els següents municipis:Biccari, Castelluccio dei Sauri, Castelluccio Valmaggiore, Celle di San Vito, Foggia, Lucera, Orsara di Puglia.
A banda del nucli central de població té una comunitat anomenada Borgo Giardinetto.

## Història
Segons una llegenda aquesta ciutat fou fundada en algun moment entre els segles XII aC-XI aC en època de l'heroi grec Diomedes que, juntament a Ulisses, va conquerir la ciutat de Troia a l'Àsia Menor.
Els estudis arqueològics han demostrat que fou fundada en època anterior a les guerres púniques. Abans de ser colonitzada pels romans era coneguda pel nom d'Aika, que va ser llatinitzat adoptant la forma Aecae. En aquell temps va tenir un fort desenvolupament econòmic i mantenia relacions comercials amb Herdonia (l'actual Ordona), Ausculum (Ascoli Satriano), Arpi (Foggia) i Teanum Apulum (San Paolo di Civitate), ciutats unides per la via Àpia, i amb Grècia a través de la via Egnàcia. El 216, després de la batalla de Cannes, la ciutat es va posar de part del guanyador i aquest fet va fer que l'anomenessin castra Hannibalis. Però el 214 els romans la van recuperar.
Al segle iii va esdevenir diòcesi i seu bisbal. La tradició diu, sense que s'hagi pogut demostrar en documents escrits, que va ser durant l'expedició de Constant II per Itàlia del 663 que la ciutat d'Aecae fou destruïda. La ciutat actual va sorgir el 1019 i es desconeix perquè li van canviar el nom pel de Troia. Fou emmurallada pels bizantins per evitar l'atac dels sarraïns, el catepà Basili Boiannes se'n va encarregar de la reconstrucció de la ciutat.
Després va estar sota el govern d'Enric II més tard de Frederic II. El 1093 el papa Urbà II, va convocar un primer concili a Troia, altres papes el van imitar, el 1115 el papa Pasqual II, el 1120 el papa Calixt II i el 1127 el papa Honori II.
Anys després la ciutat va passar a ser possessió dels Anjou, després de la Corona d'Aragó i posteriorment a la Corona de Nàpols. Durant la invasió piamontesa del 1860, Troja es va rebel·lar i van haver de ser sotmesos per les armes.

## Escut heràldic
A l'escut heràldic de la ciutat de Troia hi havia antigament representada una truja alletant set garrins. L'emperador Carles V va canviar aquesta imatge el 1536 per la d'una copa d'or de la qual surten cinc serps daurades; a sobre de la copa hi ha una corona i, segons diuen, volia que fos un recordatori perpetu de l'astúcia dels seus habitants.

## Demografia
En els estudis de l'evolució de la població fets a partir del 1861 s'observen lleus oscil·lacions fins a l'any 1951 en què hi ha un increment notable. A partir de la dècada següent la tendència ha estat a la baixa ininterrompudament.

## Economia
El panorama econòmic de Troia és encara avui dia essencialment agrícola, lligat a conreu tradicional de cereal de gra dur, a les oliveres i les vinyes (amb denominació d'origen); d'on sorgeix l'activitat de la producció d'oli i vi. La producció d'oli d'oliva extraverge procedent de l'agricultura biològica local és de gran prestigi. Els turons que envolten el municipi i el clima ventilat han afavorit aquest tipus de conreus i eviten les malalties que normalment els afecten en altres llocs, com la mosca oleària. El tipus d'oli que se n'obté és de baixa acidesa i més aviat dolç, amb un regust afruitat que recorda les ametlles, que va del grau lleuger al mitjà.

## Llocs d'interès cultural

### Arquitectura religiosa

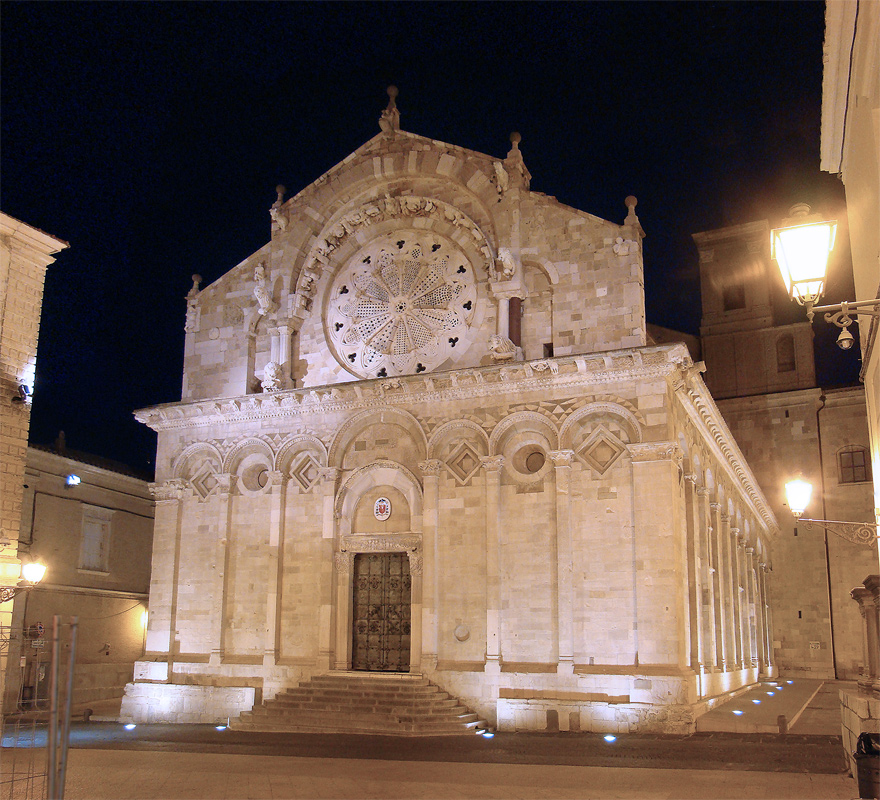
Catedral de Troia

- Catedral: d'estil romànic amb influència pisano-bizantina i musulmana, iniciada el segle xi i acabada el segle xiii; la imatge de la seva rosassa va estar present en els antics bitllets de 5.000 lires.[14]
- Basílica de Sant Basili (segle xi);
- Església de Sant Francesc, d'estil barroc
- Santuari de la Madonna Mediatrice
- Església de l'Addolorata (Mare de Déu dels Dolors)
- Església de S. Joan de Déu
- Església de S.Vicent, la més antiga (segle x)
- Església de S.Giovanni al Mercato
- Església de Sant Andreu i Santa Anna
- Església de S.Secundí, la més nova

### Arquitectura civil
- Palau dels prínceps D'Avalos
- Palau Varo
- Palau Siliceo
- Palau Bisbal
- Palau els Jesuïtes (segle XVI)

### Museus
- Museu municipal. Articulat en tres seccions dedicades respectivament a: les nombroses troballes d'època grega i romana, a les d'època paleo cristiana, i la tercera és una col·lecció d'art modern la majoria de les obres són de l'artista Nicola Fiore.
- Museu diocesà. Creat l'any 1965, està situat al convent de les germanes benedictines. Exposa objectes d'art sacra (quadres, estàtues i objectes trobats en exploracions arqueològiques que van de l'any 1200 al 1800.
- Nou Museu del Tresor de la Catedral. Situat a l'antic seminari bisbal, custodia, en els seus 2000 m² de superfície expositiva, una rica col·lecció d'art sacra amb objectes d'argenter de l'escola napolitana del segle xviii, relacionat amb el parament litúrgic, còdex miniats, més de 500 pergamins i els tres famosos rotllos medievals il·luminats dels Exultet.

## Persones relacionades amb Troia
- Diego I Cavaniglia (1453-1481), comte feudatari de Troia i de Montella del 1477 al 1481, es va educar a la cort de Nàpols, fou deixeble predilecte del rei Ferran I d'Aragó. Mori el 1481, per una ferida de fletxa a la batalla d'Otranto contra els turcs. Està sepultat juntament amb la seva esposa Margarida Orsini, a l'església de sant Francesc a Montella.
- Ettore de Pazzis (segle xvi) congeut pel sobrenom de Miale da Troia, fou un dels tretze cavallers del duel Barletta (1503), un enfrontament entre cavallers italians sota la bandera d'Aragó (Ferran el Catòlic) contra cavallers francesos (representant a Lluís XII).[15]
- Girolamo Seripando (1493–1563), cardenal i legat del papa Concili de Trento.
- Antonio Salandra (1853–1931), ministre italià.
- Nicola Fiore (1881–1976), escultor.
- Mario Beccia, ciclista.
- Gualtiero di Palearia (? – 1229), bisbe i polític

## Esdeveniments culturals
- Festival de teatre experimental
- Troia Music Fest: Exhibició de grups musicals novells
- Troia città aperta: Exhibició d'artistes novells
- Fra due terre: Fira medieval